# Fòrnix (arquitectura)
|  | Per a altres significats, vegeu «Fòrnix». |

El terme fòrnix designava en l'arquitectura romana antiga l'arc de volta, inicialment els arcs dels ponts i aqüeductes i posteriorment els arcs en maçoneria sobre portes, finestres i portals. Del mateix terme llatí es deriva el mot fornicació, en al·lusió als subterranis amb voltes on s'exercia la prostitució.
En particular, indica l'obertura arquejada dels arcs de triomf romans, els quals poden presentar una sola obertura ("d'un fòrnix") o una obertura central major flanquejada per dues de laterals més petites ("de tres fòrnixs"). Algunes portes de recintes emmurallats de la ciutat, sovint monumentalitzats, podien presentar dues obertures en forma d'arc, com en el cas de la Porta Maggiore de Roma: dels dos fòrnixs eixien la via Prenestina i la via Casilina.
El terme també indica els arcs de les façanes exteriors dels teatres i amfiteatres, que permet l'accés als seients de la càvea per mitjà d'escales i passatges anulars en l'estructura de suport d'aquesta.

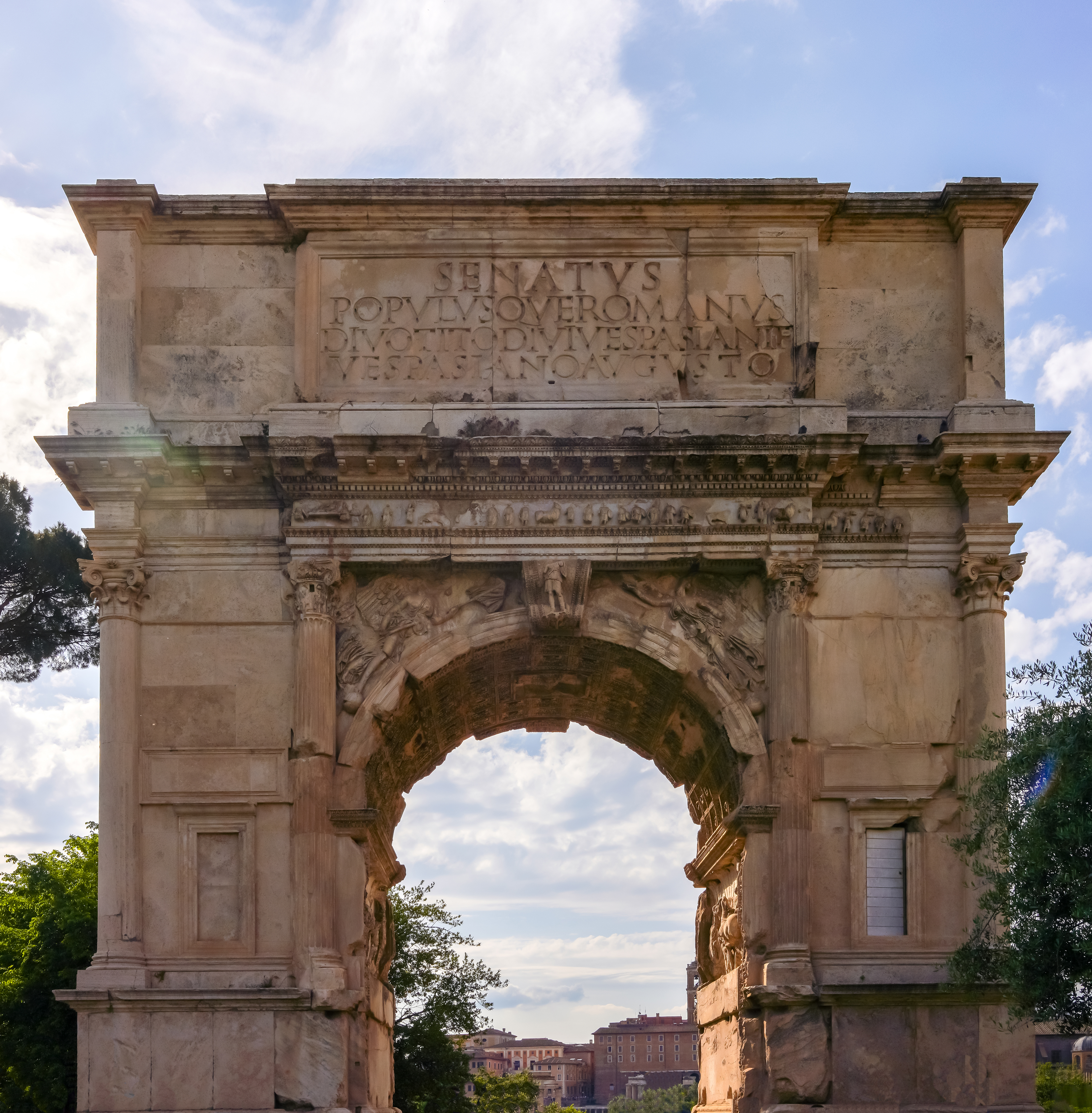
L'Arc de Titus, a Roma, té un sol fòrnix
Porta Maggiore, sempre a Roma, té dos fòrnixs
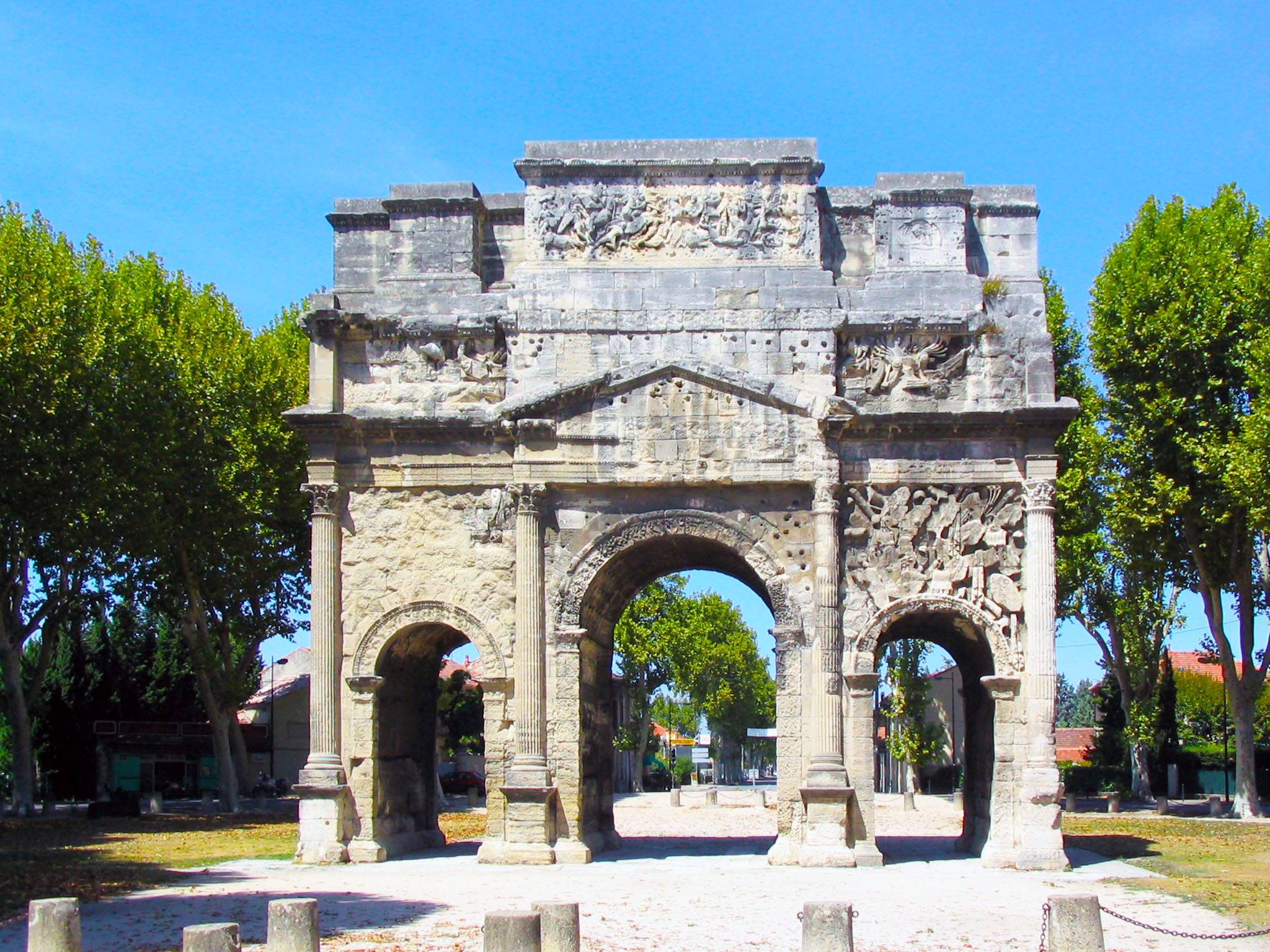
Arc de tres fòrnixs a Aurenja (França)
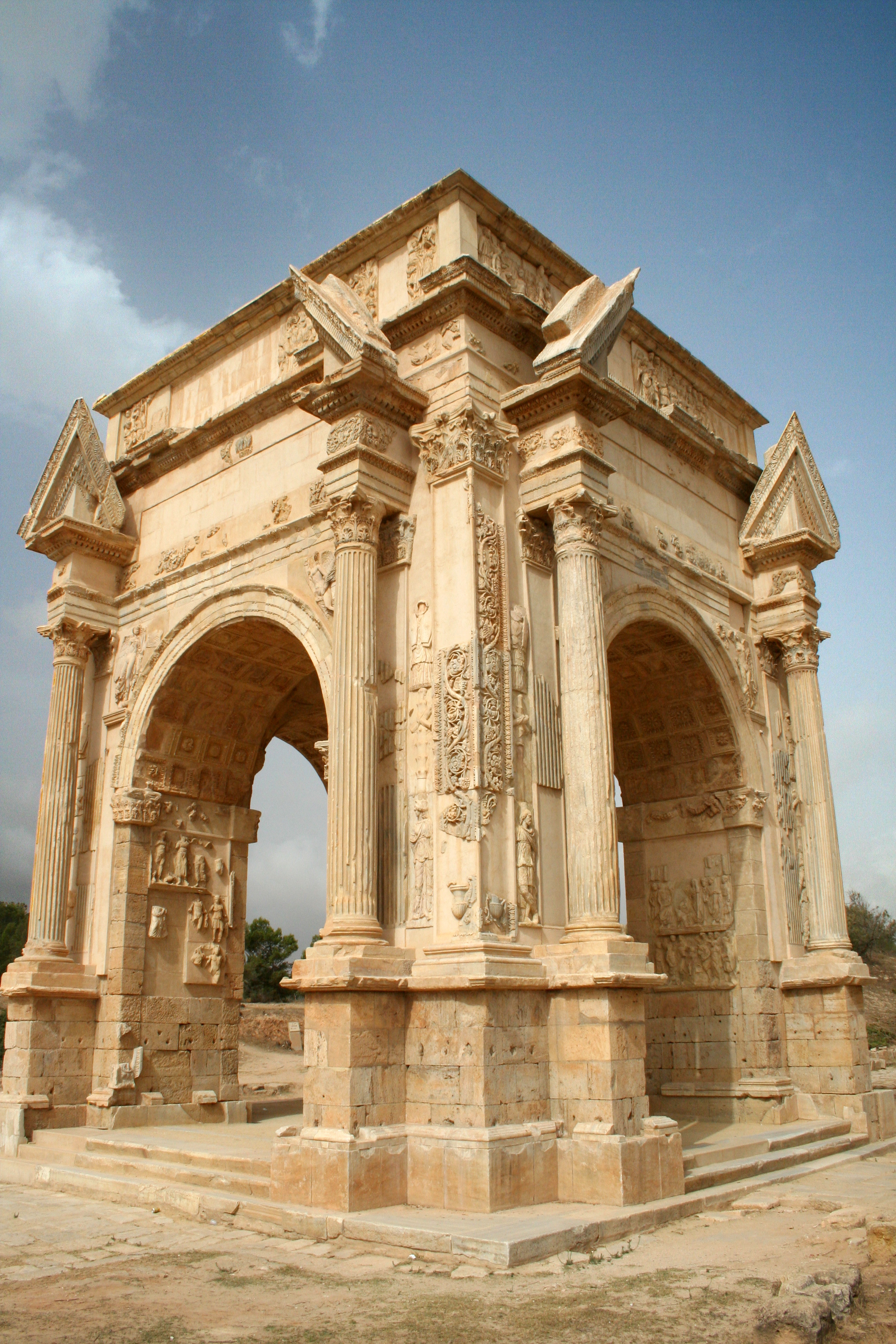
Arc quadrifront d'un fòrnix a Leptis Magna (Líbia)